# 碱蒿
碱蒿（学名：Artemisia anethifolia）是菊科蒿属的植物。分布于俄罗斯、蒙古以及中国大陆的新疆、黑龙江、内蒙古、陕西、河北、青海、宁夏、山西、甘肃等地，生长于海拔800米至2,300米的地区，一般生长在荒地、低湿、盐渍化草原附近、固定沙丘附近、干河谷、碱性滩地、干山坡以及盐渍化地常成区域性植物群落的主要伴生种，目前尚未由人工引种栽培。

## 别名
盐蒿（陕西），大莳萝蒿（内蒙古、甘肃），糜糜蒿（内蒙古），臭蒿（宁夏），伪茵陈（山西），“博知莫格”、“霍宁-沙里尔日”（蒙语名）